# Olimpíada de xadrez de 1992
A Olimpíada de xadrez de 1992 foi a 30.ª edição da Olimpíada de Xadrez organizada pela FIDE, realizada em Manila entre os dias 7 e 25 de junho. A equipe da Rússia (Garry Kasparov, Alexander Khalifman, Sergei Dolmatov, Alexei Dreev, Vladimir Kramnik e Alexei Vyzmanavin)
, ex-União Soviética, venceu a competição seguidos do Uzbequistão (Valery Loginov, Grigory Serper, Alexander Nenashev, Sergei Zagrebelny, Mikhail Saltaev e Saidali Iuldachev) e Armênia (Rafael Vaganian, Vladimir Akopian, Smbat Lputian, Artashes Minasian, Arshak  Petrosian e Ashot Anastasian).No feminino, a Geórgia (Maia Chiburdanidze, Nona Gaprindashvili, Nana Ioseliani e Nino Gurieli), também ex-União Soviética, conquistou a medalha de ouro seguidas da Ucrânia (Alisa Galliamova, Marta Litinskaya, Irina Chelushkina e Lidia Semenova) e China (Xie Jun, Peng Zhaoqin, Wang Pin e Qin Kanying).

## Quadro de medalhas

### Masculino
| Tabuleiro   | Ouro                   | Prata                      | Bronze                       |
| 1.º         | RUS Garry Kasparov     | HKG Yang Xian              | PLE Alaa-Eddine Moussa       |
| 2.º         | BRA Jaime Sunyé Neto   | PNG Stuart Fancy           | POR António Fernandes        |
| 3.º         | UZB Alexander Nenashev | ARM Smbat Lputian          | PER Juan Reyes               |
| 4.º         | ESA Gustavo Zelaya     | UZB Sergei Zagrebelny      | SLO Leon Gostiša             |
| 1.º res     | RUS Vladimir Kramnik   | PHI Eric Gloria            | ISL Hannes Hlífar Stefánsson |
| 2.º res     | CRO Ognjen Cvitan      | ENG Julian Michael Hodgson | MGL Bazar Hatanbaatar        |
| Performance | RUS Vladimir Kramnik   | RUS Garry Kasparov         | ARM Smbat Lputian            |

### Feminino
| Tabuleiro   | Ouro                    | Prata                     | Bronze                 |
| 1.º         | GEO Maia Chiburdanidze  | UKR Alisa Galliamova      | CHN Xie Jun            |
| 2.º         | RUS Svetlana Prudnikova | INA Lindri Juni Wijayanti | SWE Borislava Borisova |
| 3.º         | GEO Nana Ioseliani      | HUN Zsuzsa Verőci         | BRA Regina Ribeiro     |
| res         | SRI Suneetha Wijesuriya | BAN Rokshana Gulshan      | CHN Qin Kanying        |
| Performance | GEO Maia Chiburdanidze  | UKR Alisa Galliamova      | GEO Nana Ioseliani     |